# Кульгешское сельское поселение
Кульге́шское се́льское поселе́ние (чув. Кĕлкеш ял тăрăхĕ) — муниципальное образование в составе Урмарского района Чувашской Республики. Административный центр — дер. Кульгеши. На территории поселения находятся 4 деревни.
Главой поселения является Кузьмин Олег Степанович.

## Население
Общее количество домохозяйств — 541, численность населения — 1046 человек.
| 2010 | 2012 | 2013 | 2014 | 2015 | 2016 | 2017 |
| ---- | ---- | ---- | ---- | ---- | ---- | ---- |
| 765  | ↘747 | ↘733 | ↘713 | ↘690 | ↘687 | ↘638 |
| 2018 | 2019 | 2020 | 2021 |      |      |      |
| ↗646 | ↘612 | ↘588 | ↘552 |      |      |      |

## Географические данные
Северная граница начинается от места пересечения границ Шихабыловского, Кульгешского сельских поселений и Козловского района и идет в юго-восточном направлении по северо-восточной границе земель сельскохозяйственной артели «Колхоз „Тансаринский“» до места пересечения Кульгешского и Староурмарского сельских поселений и Козловского района.
Восточная граница проходит от места пересечения Кульгешского и Староурмарского сельских поселений и Козловского района в юго-западном направлении вдоль Горьковской железной дороги по юго-восточной границе земель сельскохозяйственной артели "Колхоз «Тансаринский» до места пересечения Староурмарского, Кульгешского и Челкасинского сельских поселений.
Южная граница от места пересечения Староурмарского, Кульгешского и Челкасинского сельских поселений проходит вдоль границы д. Ямбай до безымянного ручья, затем в северном направлении по течению ручья идет вдоль лесополосы, доходит до оврага, далее проходит в юго-западном направлении по границе оврага, со стороны д. Ситмиши, доходит до деревни Анаткасы, в западном направлении идёт к границе лесного квартала 8 Шоркистринского лесничества Янтиковского лесхоза, далее в западном направлении проходит по северной границе лесного квартала 8 Шоркистринского лесничества Янтиковского лесхоза, в северном направлении по восточной границе лесного квартала 8 Шоркистринского лесничества Янтиковского лесхоза до р. Малый Аниш и места пересечения Челкасинского, Шихабыловского и Кульгешского сельcких поселений.
Западная граница начинается от места пересечения Челкасинского, Шихабыловского и Кульгешского сельских поселений и идет в северо-восточном направлении по р. Малый Аниш по западной границе д. Чегедуево, пересекает р. Малый Аниш, в северо-восточном направлении проходит вдоль этой реки до места пересечения границ Кульгешского, Шихабыловского сельских поселений и Козловского района.

## Организации
В д. Кульгеши расположены:
- Средняя общеобразовательная школа;
- ЦСДК;
- Фельдшерский пункт;
- Сельская библиотека- филиал Урмарской ЦБС;
- Магазин Урмарского райпо;
- Отделение связи.

В д. Тансарино расположены:
- Основная общеобразовательная школа;
- Фельдшерский пункт;
- Сельский клуб;
- Магазин Урмарского райпо.

В д. Ситмиши расположены:
- Сельский клуб;
- Фельдшерский пункт;
- Магазин Урмарского райпо.

В д. Чегедуево расположены:
- Чегедуевский КРС.

## Населённые пункты
На территории поселения находятся следующие населённые пункты:
| Название  | Тип населённого пункта          | Население |
| --------- | ------------------------------- | --------- |
| Кульгеши  | Деревня, административный центр | 341       |
| Тансарино | Деревня                         | 369       |
| Ситмиши   | Деревня                         | 266       |
| Чегедуево | Деревня                         | 70        |